# Knut Dansson (molnskura)
Knut Dansson var en svensk frälseman i Östergötland under 1300-talet, vilken i likhet med sina släktingar förde en så kallad molnskura (skyskura) styckad eller ginstyckad sköld i sitt vapen. Knut Dansson var far till Dan Knutsson (molnskura) i Åkerby i Gårdeby socken, Skärkinds härad.

## Familj
Knut Danssons bror hette Lars Dansson (förde också ett vapen styckat med molnskuror, men med motsatta färger mot broderns), vilken var häradshövding i Valkebo härad med sätesgård i Bjärsvik, Nykil.. 21 januari 1350 nämns sönerna Peter Knutsson och Daniel Knutsson, och fler från Knuts familj när: Peter Knutsson giver sin egendom i Hemisby (Östra Tollstad socken, Vifolka härad) till sin hustru Ingrid Staffansdotter såsom morgongåva. Utfärdaren samt hans fader Knut, Lars Dansson, Magnus Petersson, brodern Daniel beseglar. Knut Danssons syster Kristina Dansdotter som nämns i dokumentet förde också molnskuror (3 skyskuror från vänster) i sitt vapen.
Knut Danssons ovan nämnde son Daniel, Dan Knutsson (molnskura), var gift med Ingeborg Thorisdotter (Turesdotter eller Tordsdotter?), . 21 december 1368 skänkte Knut Danssons bror Lars Dansson (molnskura) 2 attungar i Åkerby i Gårdeby socken.  till sin brorson Dan Knutsson.
Den 7 oktober 1401 skänkte Dan Knutssons änka Ingeborgh Thurisdotter till Vadstena kloster såsom själagift för sig, sin man Dan Knutsson m.fl. jord i Åkerby i Gårdby socken, Skärkinds härad. och den 9 september 1401 skänker hon såsom ingift för sig till Vadstena kloster gården ”Fiestad” i Östra Tollstads socken, där i gåvodokumentet hennes sigill, en båt över fyra kulor rombvis, kan ses.